# Friedrich Reinhold (Jurist)
Georg Carl Friedrich Reinhold, auch Fritz Reinhold (* 31. Oktober 1793 wahrscheinlich in Staven; † 18. März 1858 in Schönberg (Mecklenburg)) war ein deutscher Jurist und 1848/49 Mitglied der Mecklenburgischen Abgeordnetenversammlung.

## Leben
Friedrich Reinhold stammte aus einer alten mecklenburgischen Pastorenfamilie. Sein Vater Hans (Ludwig) Adolf Reinhold (1755–1834) war seit 1781 zunächst Adjunkt und dann Nachfolger des Großvaters Christian Gottfried Reinhold († 1786) als Pastor in Staven. Seine Mutter war Elisabeth Agnese, geb. Ordelin (1763–1854), eine Tochter des Brauereibesitzers Jacob Ordelin in Neubrandenburg. Er wuchs auf mit 10 Geschwistern. Friedrich Ludwig Reinhold war sein Onkel.
Reinhold besuchte die Gelehrtenschule Neubrandenburg. Im April 1813 trat er als einer von fünf Schülern der Oberprima zusammen mit Carl Loholm als Freiwilliger in das Mecklenburg-Strelitzische Husaren-Regiment (C-Husaren) ein und machte gemeinsam mit seinem Lehrer August Milarch die Befreiungskriege mit. Auch zwei seiner Brüder dienten in dem Regiment. Wilhelm (* 1790) war Jurastudent in Rostock und wurde Unteroffizier, er ertrank am 28. August 1813 nach der Schlacht an der Katzbach in der Wütenden Neiße; Franz (* 1792) wurde ebenfalls Unteroffizier, erhielt am 31. März 1814 das Eiserne Kreuz und wurde später Gastwirt in Güstrow.
Nach der Rückkehr begann Fritz Reinhold ein Studium der Rechtswissenschaften, das ihn an die Universität Jena und die Universität Rostock führte. In Jena war er 1815 Mitglied der Corpslandsmannschaft Vandalia Jena aus der die Urburschenschaft hervorging. Als Gründungsmitglied der Urburschenschaft ist er in deren Stammbuch verzeichnet.
Mit Abschluss des Studiums trat er in den Justizdienst von Mecklenburg-Strelitz ein. Er kam vor 1824 als Justiz-Amtmann nach Schönberg (Mecklenburg), den Verwaltungssitz des zu Mecklenburg-Strelitz gehörenden Fürstentums Ratzeburg und wurde 1843 zum Gerichtsrat ernannt.
Bei der Wahl am 9. Oktober 1848 wurde er für den Wahlkreis Mecklenburg-Strelitz / Fürstentum Ratzeburg 3 (Molzahn) zum Mitglied des Mecklenburgischen Abgeordnetenhauses gewählt. Hier schloss er sich der Fraktion der Reformvereine, der Linken an.
Friedrich Reinhold war seit 1819 verheiratet mit Bernhardine Renate, geb. Bartholdi, Bürgermeistertochter aus Neustrelitz. Der Maler Bernhard Reinhold war ein Sohn des Paares.

## Auszeichnungen

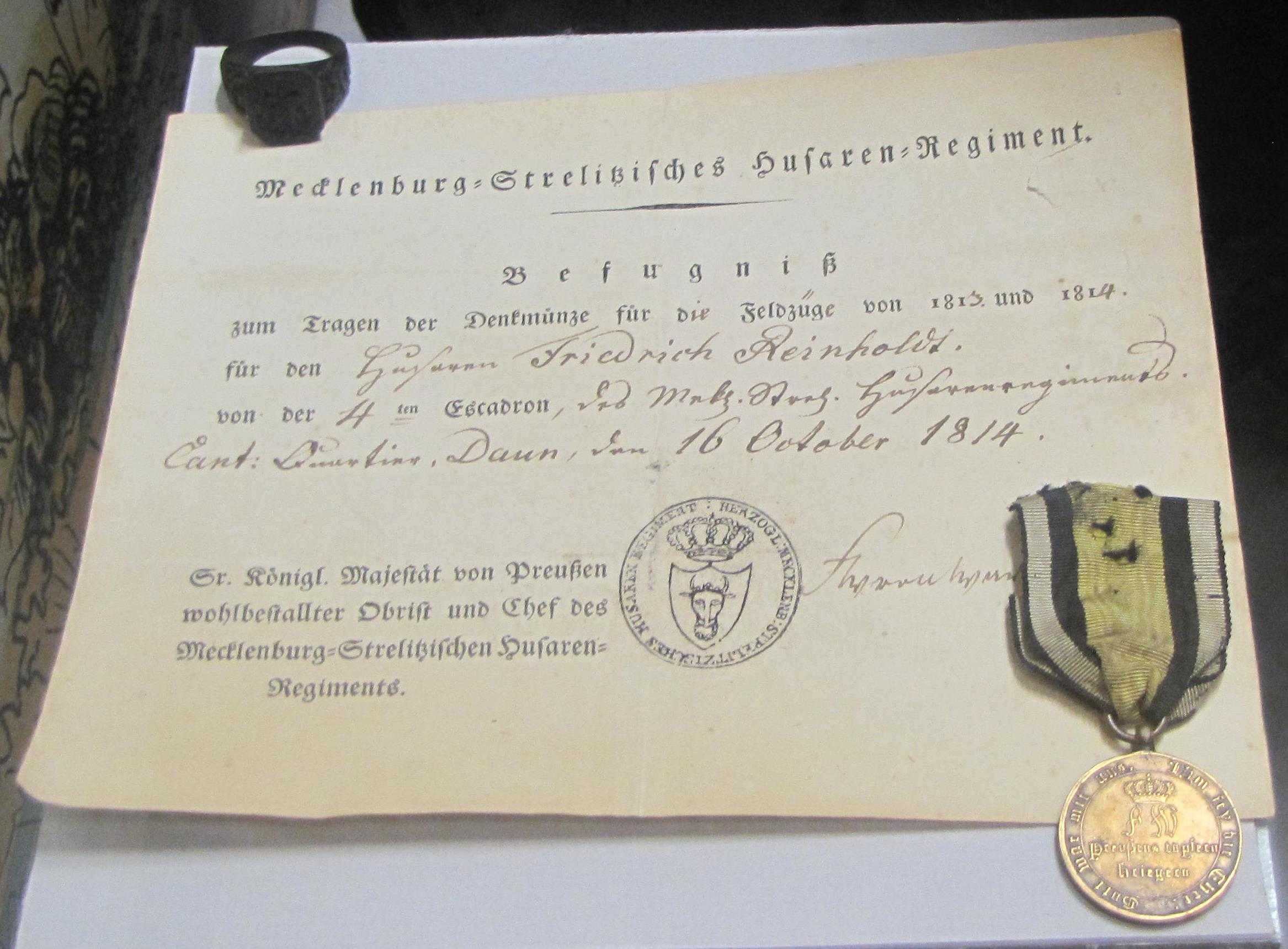
Friedrich Reinholds Kriegsdenkmünze und Verleihungsurkunde

- Kriegsdenkmünze für 1813/15 (Preußen), heute im Volkskundemuseum in Schönberg